# Ploče iza Grada
Ploče iza Grada är en stadsdel i Dubrovnik i Kroatien. Stadsdelen sträcker sig från Gamla stan åt sydost längs med adriatiska kusten. 
Historiskt har stadsdelen växt fram och utvecklats parallellt med den dåvarande staden (idag Gamla stan). I stadsdelen ligger bland annat Lazareti (republiken Dubrovniks forna karantän), Srđ-linbanas nedre station, Banjestranden och flera högkategoriserade hotell, däribland Hotel Excelsior, Villa Argentina, Villa Dubrovnik och Villa Orsula.   